# دانشگاه فودان
دانشگاه فودان (复旦大学, Fudan University) دانشگاه دولتی چینی مستقر در شهر شانگهای است، که در سال ۱۹۰۵ تأسیس شد.